# Železniška proga Nova Gorica–Vrtojba–d. m.
Železniška proga Nova Gorica–Vrtojba–državna meja je ena izmed železniških prog, ki sestavljajo železniško omrežje v Sloveniji.
Proga je bila zgrajena leta 1902 kot del povezave med Gorico in Ajdovščino. Po spremembi meja po 2. svetovni vojni je promet iz Ajdovščine bil preusmerjen na novogoriško postajo. Od takrat po progi poteka izključno tovorni promet z Italijo.